# بخش چرلاکسکی
بخش چرلاکسکی (به لاتین: Cherlaksky District) یک منطقهٔ مسکونی در روسیه است که در استان اومسک واقع شده‌است.